# Aedh
Aedh, Gaelisch: Áed mac Cináeda (overleden in 878), bijgenaamd White-Foot (witte voet), was koning van Schotland. Hij volgde zijn broer Constantijn I op.
Aedh stierf aan wonden die hij opliep in de slag bij Strathallan, hem toegebracht door Giric, zoon van Dungal. Giric volgde hem op, maar regeerde samen met Eochaid, die waarschijnlijk zijn pleegzoon was. Aedh werd begraven op Iona.
- Gemeinsame Normdatei: 102318026X
- Virtual International Authority File: 316739280